# 中畑龍俊
中畑 龍俊（なかはた たつとし、1945年7月3日 - ）は、日本の医学者。京都大学iPS細胞研究所副所長・教授を経て、京都大学名誉教授。

## 略歴
- 長野県上伊那郡辰野町出身
- 1964年 長野県諏訪清陵高等学校卒業
- 1970年 信州大学医学部医学科卒業
- 1970年 昭和伊南総合病院（非常勤）
- 1971年 市立甲府病院（非常勤）
- 1971年 信州大学医学部附属病院医員
- 1973年 市立甲府病院
- 1974年 国立東信病院
- 1975年 信州大学医学部附属病院助手（小児科）
- 1978年 飯田市立病院小児科医長
- 1980年 サウスカロライナ医科大学 research fellow
- 1982年 飯田市立病院小児科医長
- 1983年 信州大学医学部助手（小児科）
- 1985年 信州大学医学部講師（小児科）
- 1991年 信州大学医学部助教授（小児科）
- 1993年 東京大学医科学研究所癌病態学研究部教授
- 1999年 京都大学大学院医学研究科発生発達医学講座発達小児科学教授
- 2009年 京都大学物質-細胞統合システム拠点iPS細胞研究センター特定拠点教授、副センター長
- 2010年 京都大学iPS細胞研究所特定拠点教授、副所長